# Стад дю Рэ
«Стад дю Рэ» (фр. Stade du Ray) — футбольный стадион, расположенный в Ницце, Франция. Вместимость стадиона составляет около 17 тысяч мест. Стадион является домашней ареной футбольного клуба «Ницца».
Стадион расположен в северной части города. На сегодняшний день «Стад дю Рэ» не соответствует требованиям современности. Было анонсировано строительство нового стадиона, однако оно было отменено в связи с коррупционным скандалом в 2006 году.